# Bax Music
Bax Music is een Nederlandse detailhandel en webshop gevestigd in Goes. Het bedrijf is gespecialiseerd in de verkoop van muziekinstrumenten en geluids-, dj- en lichtapparatuur. Het bedrijf werd, na een periode van financiële problemen en interne conflicten, in april 2025 failliet verklaard, waarna het bedrijf in mei 2025 een doorstart maakte.

## Geschiedenis

### Beginjaren
De oorsprong van het bedrijf ligt in de activiteiten van de broers Jochanan en Nathanael Bax uit Zeeland. Tijdens hun jeugd waren zij actief als dj's op diverse evenementen en begonnen zij met de verhuur van licht- en geluidsapparatuur.
In 2003 richtten de broers hun onderneming officieel op. Jochanan Bax was op dat moment achttien jaar oud. Het bedrijf startte vanuit een kleine bedrijfsruimte boven een winkel. Aanvankelijk vond de verhuur en verkoop van apparatuur voornamelijk plaats via online platforms zoals Speurders en eBay. Omstreeks 2005 lieten de oprichters een eigen webshop ontwikkelen. Via dit platform startte de online verkoop van apparatuur, wat later werd uitgebreid met een assortiment muziekinstrumenten.

### Groei
In 2008 ontving Bax Music een FD Gazellen Award, een onderscheiding voor snelgroeiende Nederlandse bedrijven. Een belangrijke stap volgde in 2012 met de opening van een grote fysieke winkel in Goes, met een oppervlakte van 1600 vierkante meter.
In 2013 verwierf de participatiemaatschappij van Rabobank een aandelenbelang van 11% in het bedrijf. Mede dankzij deze investering en de fysieke winkel versnelde de groei. Bax Music ontwikkelde zich tot een gevestigde naam in de muziekindustrie, met een klantenkring bestaande uit zowel professionele muzikanten, hobbyisten, dj's als evenementenbedrijven. De expansie beperkte zich niet tot Nederland; het bedrijf startte tevens webshops in diverse andere Europese landen.
De expansie zette zich voort met de opening van grote winkels in Rotterdam en Amsterdam in 2016, naast de reeds bestaande vestigingen in Goes en Antwerpen. In datzelfde jaar overschreed de omzet van het bedrijf de grens van honderd miljoen euro.

### Financiële problemen
Ondanks de omzetgroei kwam het bedrijf financieel onder druk te staan. De snelle groei resulteerde in negatieve bedrijfsresultaten. In 2016 noteerde Bax Music een verlies van 1,7 miljoen euro. Het jaar daarop, in 2017, liep het verlies op tot 3,3 miljoen euro bij een omzet van 108 miljoen euro.
Als reactie op de snelle groei en de financiële resultaten werden stappen gezet om de bedrijfsvoering verder te professionaliseren. Eind 2016 werd Kees Westerweele, afkomstig van het Zeeuwse energie- en telecombedrijf Delta, aangetrokken als financieel directeur.
In 2018 trad medeoprichter Nathanael Bax terug uit de dagelijkse leiding van het bedrijf. Hij bleef wel betrokken als aandeelhouder en ging zich richten op de aansturing van de fysieke winkels. Jochanan Bax zocht in datzelfde jaar naar een operationeel directeur om, volgens de vacaturetekst, "het fundament van het bedrijf te versterken" en "Bax Music klaar te stomen voor de volgende groeistap".

### Marktontwikkelingen
In de zomer van 2019 ging Keymusic, destijds de belangrijkste concurrent van Bax Music in Nederland, failliet. Als redenen werden onder meer hoge schulden en online concurrentie genoemd. Hoewel Keymusic na het faillissement een doorstart maakte, nam Bax Music de vestiging van Keymusic in Apeldoorn over. Hiermee versterkte Bax Music zijn marktpositie; naar verluidt bedroeg het marktaandeel op dat moment circa 65 procent.

### Coronapandemie
Begin 2020 brak de COVID-19-pandemie uit, wat voor Bax Music zowel uitdagingen als kansen met zich meebracht. Door lockdowns en het stilvallen van de evenementen- en horecasector viel een significant deel van de zakelijke omzet weg. Dit werd echter gecompenseerd door een sterke stijging in de verkoop aan particulieren. Vanwege de beperkingen zochten veel consumenten naar hobby's voor thuis, wat leidde tot een toegenomen vraag naar muziekinstrumenten zoals gitaren, piano's en drumstellen.
Mede hierdoor kon het bedrijf in 2020 een omzetgroei realiseren tot 129 miljoen euro. Topman Jochanan Bax erkende eind 2020 dat het bedrijf profiteerde van de veranderde marktomstandigheden tijdens de pandemie.

### Interne conflicten
Eind 2020 gaf oprichter Jochanan Bax aan dat de managementstructuur van het bedrijf sterk rondom hem als oprichter was ingericht. Hij stelde in een interview dat hij afscheid had genomen van zijn managementteam omdat hij vond dat er te veel vergaderd werd en te weinig actie ondernomen. Hij omschreef zichzelf daarbij als "eigenwijs".
Eerder dat jaar was ook financieel directeur Kees Westerweele vertrokken. Westerweele weigerde later commentaar te geven op zijn vertrek en zijn ervaringen bij het bedrijf. Door het vertrek van het managementteam en de CFO werd Jochanan Bax steeds meer de centrale figuur binnen de onderneming. Volgens critici werd hij hierdoor ook minder aanspreekbaar op mogelijke fouten.
Vakbondsbestuurder Henry Stroek van CNV stelde in de media dat Bax het bedrijf "met ijzeren vuist" regeerde, dat de arbeidsomstandigheden slecht waren en dat er met de directeur "geen normaal gesprek" te voeren was. Bronnen suggereerden dat mede-aandeelhouders, waaronder broer Nathanael Bax, schoonvader Hans van Deursen en de participatiemaatschappij van Rabobank, moeite hadden om invloed uit te oefenen op de bedrijfsvoering.

### Ambities en financiering
Ondanks de interne conflicten bleef het bedrijf gericht op groei. In juni 2021 sprak Jochanan Bax de ambitie uit om de omzet binnen vijf jaar te laten groeien naar 300 miljoen euro, wat meer dan een verdubbeling zou betekenen.
Eind 2021 beëindigde Bax Music de kredietrelatie met huisbank Rabobank, hoewel de bank wel aandeelhouder bleef. ABN AMRO werd de nieuwe financier. Deze bank verstrekte eind 2021 een lening van 5 miljoen euro, gevolgd door een aanvullende lening van 3 miljoen euro eind 2022. Naast de leningen kreeg Bax Music van ABN AMRO ook een aanzienlijk krediet op de lopende rekening; eind 2023 bedroeg de roodstand 7 miljoen euro. Directeur Bax gaf aan dat de financiering van ABN AMRO de beoogde groei en investeringen mogelijk maakte.
Tegenover de verstrekte kredieten verkreeg ABN AMRO pandrechten op bedrijfsonderdelen zoals de voorraden. Daarnaast stond Jochanan Bax persoonlijk borg voor een bedrag van 1 miljoen euro.
Met de nieuwe financiering zette het bedrijf een volgende fase van expansie in. In de zomer van 2022 opende Bax Music een tweede Belgische winkel in Brugge. Begin 2024 werd de vestiging in Amsterdam verhuisd naar een aanzienlijk grotere locatie, en in mei van dat jaar werd een nieuw, groter magazijn in Goes in gebruik genomen.

### Verdere financiële problemen
Terwijl oprichter Jochanan Bax in de herfst van 2023, ter gelegenheid van het twintigjarig bestaan, in een interview met vakblad De Ondernemer nog sprak over het succes en de continue groei van het bedrijf, kwam Bax Music dat jaar in financieel zwaarder weer terecht. De problemen zouden onder meer zijn veroorzaakt door een dalende omzet en een belastingschuld van enkele miljoenen euro’s. Volgens berichtgeving had Jochanan Bax verzuimd om btw en loonbelasting af te dragen, alsook een openstaande coronaschuld af te lossen. Daarnaast zou hij hebben nagelaten om betalingsonmacht tijdig bij de Belastingdienst te melden en de omvang van de schuld niet aan mede-aandeelhouders hebben gecommuniceerd. In september 2023 woedde er een brand in het magazijn, wat leidde tot een afschrijving van 2 miljoen euro aan voorraad. Hoewel de schade door de verzekering werd gedekt, gaf het bedrijf aan dat het incident de groei vertraagde.
Uit het jaarverslag over 2023 bleek dat de omzet dat jaar nog wel was gestegen met dertien procent tot bijna 149 miljoen euro (van 131 miljoen euro in 2022). Het bedrijf noteerde echter een nettoverlies van ruim 2,5 miljoen euro, tegenover een nettowinst van ruim één miljoen euro in het voorgaande jaar. De financiële buffers (eigen vermogen) slonken van 6,4 miljoen naar 3,3 miljoen euro, en de solvabiliteit daalde van elf procent naar zes procent.
Eind 2023 voldeed Bax Music niet meer aan de financieringsafspraken met ABN AMRO. In het jaarverslag over 2023 vermeldde directeur Bax dat hierover een "discussie" met de bank gaande was. De positie van de bank werd hierbij versterkt door de eerder verkregen pandrechten en de persoonlijke borgstelling van de directeur.
Daarnaast kampte het bedrijf met een aanzienlijke belastingschuld die resteerde uit de coronaperiode, toen uitstel van betaling van omzet- en loonbelasting mogelijk was. Deze schuld was eind 2023 nog niet volledig afgelost. In 2024 kwam Bax Music de terugbetalingsregeling met de Belastingdienst niet na, waardoor de resterende schuld van 3,8 miljoen euro direct opeisbaar werd. Bovendien moest het bedrijf nog ten onrechte ontvangen NOW-loonsteun terugbetalen; eind 2023 bedroeg deze schuld 753.000 euro. Ten slotte ontbrak bij de jaarrekening over 2023 een goedkeurende verklaring van een externe accountant.

### Escalatie
In de herfst van 2024 werd Ton Louwers aangesteld als interim financieel directeur en naast Jochanan Bax gepositioneerd. Bax omschreef deze benoeming in zakenblad Quote als "pestgedrag". De situatie verslechterde in de daaropvolgende maanden: in december 2024 werd Bax geschorst als directeur, en op 6 januari 2025 volgde zijn formele ontslag als bestuurder. Dit ontslag werd geïnitieerd door grootaandeelhouder Rabo Investments, dat hem beschuldigde van zelfverrijking, belangenverstrengeling en financieel wanbeheer. Bax zou zonder toestemming zijn managementvergoeding hebben verhoogd, vooruitbetalingen daarop hebben gedaan terwijl het bedrijf in financiële problemen verkeerde, en meerdere eigen woningen voor circa €500.000 per jaar aan het bedrijf hebben verhuurd, waarbij de huur vooruit werd voldaan. Zijn broer Nathanael Bax, eveneens aandeelhouder, ondersteunde het ontslag.
Interim-CFO Louwers verklaarde dat het ontslag voortkwam uit een verschil van inzicht tussen de aandeelhouders over de te volgen koers. Het interim-bestuur dat Jochanan Bax opvolgde, verrichtte aanvullend onderzoek en kwam tot vergelijkbare conclusies. Namens de vennootschap werd een terugvordering van €1,1 miljoen geëist. Jochanan Bax erkende het bestaan van een zakelijk meningsverschil, maar ontkende de beschuldigingen van zelfverrijking. Hij stelde dat de aantijgingen dienden als aanleiding om hem buitenspel te zetten, en gaf aan dat Rabo Investments zou hebben aangestuurd op een verkoop van het bedrijf op korte termijn. Bax kondigde aan zijn ontslag juridisch aan te vechten.

### Reddingspoging
Na het ontslag van Jochanan Bax in januari 2025 werd Erwin van Cooth aangesteld als interim-CEO met de opdracht een faillissement af te wenden. Gezien de diepe financiële problemen en de korte periode tot het faillissement in april 2025, kreeg de nieuwe leiding echter weinig tijd om het tij te keren. De instabiliteit in de leiding bleek ook uit het vertrek van interim CFO Ton Louwers begin maart 2025; hij was in de herfst van 2024 naast Bax aangesteld en diende slechts enkele maanden onder Van Cooth. Louwers werd opgevolgd door Bart Ybema, en er werd tevens een nieuw hoofd personeelszaken aangesteld in een poging de onrust onder het personeel en de vakbonden aan te kaarten.
Volgens vakbond CNV werd deze toch al moeilijke reddingspoging verder bemoeilijkt door tegenwerking van de ontslagen oprichter Jochanan Bax. In zijn rol als grootaandeelhouder zou hij de operatie hebben vertraagd. Volgens CNV droeg deze obstructie bij aan het onafwendbaar worden van het faillissement.

### Faillissement
Op 29 maart 2025, enkele dagen voor het faillissement, vroeg het bedrijf uitstel van betaling aan. Op zaterdag 30 maart besloot de aangestelde bewindvoerder zowel de fysieke winkels als de webshop te sluiten voor nieuwe bestellingen, om de belangen van schuldeisers te beschermen. Uit faillissementsverslagen bleek dat Bax Music en enkele dochterbedrijven een aanzienlijke schuldenlast achterlieten. De totale vorderingen van schuldeisers bedroegen circa 43 miljoen euro. Op 1 april 2025 werd Bax Music door de rechtbank failliet verklaard.

### Nasleep
Na het faillissement ontstond een publieke discussie over de verantwoordelijkheid. Oprichter Jochanan Bax wees op omzetverlies en kostenstijgingen onder de interim-directie als oorzaak, terwijl vakbond CNV stelde dat tegenwerking door Bax zelf had bijgedragen aan het onafwendbaar worden van het faillissement.
Zowel interim-CEO Erwin van Cooth als oprichter Jochanan Bax zagen potentie voor een doorstart. Van Cooth achtte het bedrijf levensvatbaar zonder de recente schuldenlast en zocht een investeerder. Bax deed via LinkedIn eveneens een oproep aan investeerders voor een doorstart met visie, maar gaf aan zijn plannen nog niet te kunnen toelichten vanwege afspraken met de curator. Ook Vakbond CNV gaf aan te hopen op een doorstart, maar sprak zich uit tegen een eventuele betrokkenheid van oprichter Jochanan Bax. CNV-onderhandelaar Stroek oordeelde zeer negatief over Bax als werkgever en stelde dat er onder diens leiding een angstcultuur zou hebben geheerst, waarbij medewerkers die het oneens waren met de directie moesten vertrekken. Een terugkeer van Bax achtte de vakbond onacceptabel.
Curator Folkert Hiemstra bevestigde dat er gesprekken gaande waren met een professionele investeerder, waarbij Jochanan Bax geen rol speelde. Daarnaast waren er volgens de curator andere geïnteresseerde partijen. Op de kritiek van CNV ten aanzien van Bax antwoordde de curator dat diens rol pas relevant zou worden bij een concreet bod van zijn kant, waarbij ook zijn visie zou worden meegewogen.
Een van de geïnteresseerde partijen bleek vastgoedondernemer Jan 't Hoen te zijn, die in 2019 betrokken was bij de doorstart van de toenmalige concurrent Keymusic. 't Hoen bevestigde medio april 2025 een bod te hebben uitgebracht op Bax Music, eventueel samen met andere investeerders.
Na het faillissement waarschuwden de curatoren voor frauduleuze advertenties en websites die, misbruikmakend van de naam Bax Music, producten tegen sterk gereduceerde prijzen aanboden die zogenaamd afkomstig zouden zijn uit de failliete boedel.

### Doorstart
Begin mei 2025 werd bekendgemaakt dat de activiteiten van Bax Music worden voortgezet via een doorstart. De activa van het bedrijf zijn overgenomen door oprichter en voormalig directeur Jochanan Bax, in samenwerking met investeerder Stijn Bakkeren, oud-eigenaar van verzekeringsmaatschappij DUPI Group. Voor de overname richtten zij een nieuwe vennootschap op, waarin Bakkeren volgens de curator een actieve rol zal vervullen. Voor de doorstart betaalden Bax en Bakkeren circa 15 miljoen euro. Dit bedrag bestond onder meer uit zes miljoen euro voor de voorraden, 6,9 miljoen euro voor het bedrijfspand in Goes en 500.000 euro voor intellectueel eigendom en merkwaarde.
Volgens de curatoren was het voornemen om circa tachtig procent van het personeel, dat ten tijde van het faillissement uit ongeveer 300 medewerkers bestond, opnieuw in dienst te nemen. De nieuwe eigenaren hebben daarnaast de intentie uitgesproken om naast de webshop ook fysieke winkels te behouden. Klanten die vóór het faillissement een betaling hadden gedaan zonder levering, zouden een commercieel voorstel ontvangen van de nieuwe onderneming.
De winkel in Goes heropende op 19 mei 2025. Later volgden de winkels in Amsterdam en Apeldoorn. De heropening van de webshop en de winkel in Antwerpen werd voor later aangekondigd, terwijl over de vestiging in Rotterdam nog onderhandelingen met de verhuurder liepen.

#### Reacties
De doorstart leidde tot verdeeldheid. Vakbond CNV uitte kritiek op de terugkeer van Bax en diende bezwaar in bij de rechter-commissaris. Deze wees de bezwaren af en stelde dat het biedingsproces transparant was verlopen en dat alle belangen waren meegewogen. De curator verklaarde dat een eerder aandeelhoudersgeschil geen uitsluitingsgrond vormde en dat het bod van Bax inhoudelijk het meest gunstig was.

Jan ’t Hoen reageerde teleurgesteld op de uitkomst. Hij verklaarde het hoogste bod te hebben gematcht, en dat zijn voorstel gesteund werd door een groot deel van het personeel, de vakbond, de ondernemingsraad en leveranciers. De keuze voor Bax noemde hij "onbegrijpelijk", en hij kondigde aan te onderzoeken of hij zelfstandig een concurrerend bedrijf kon oprichten met voormalig Bax-personeel en -locaties.